# Ziar

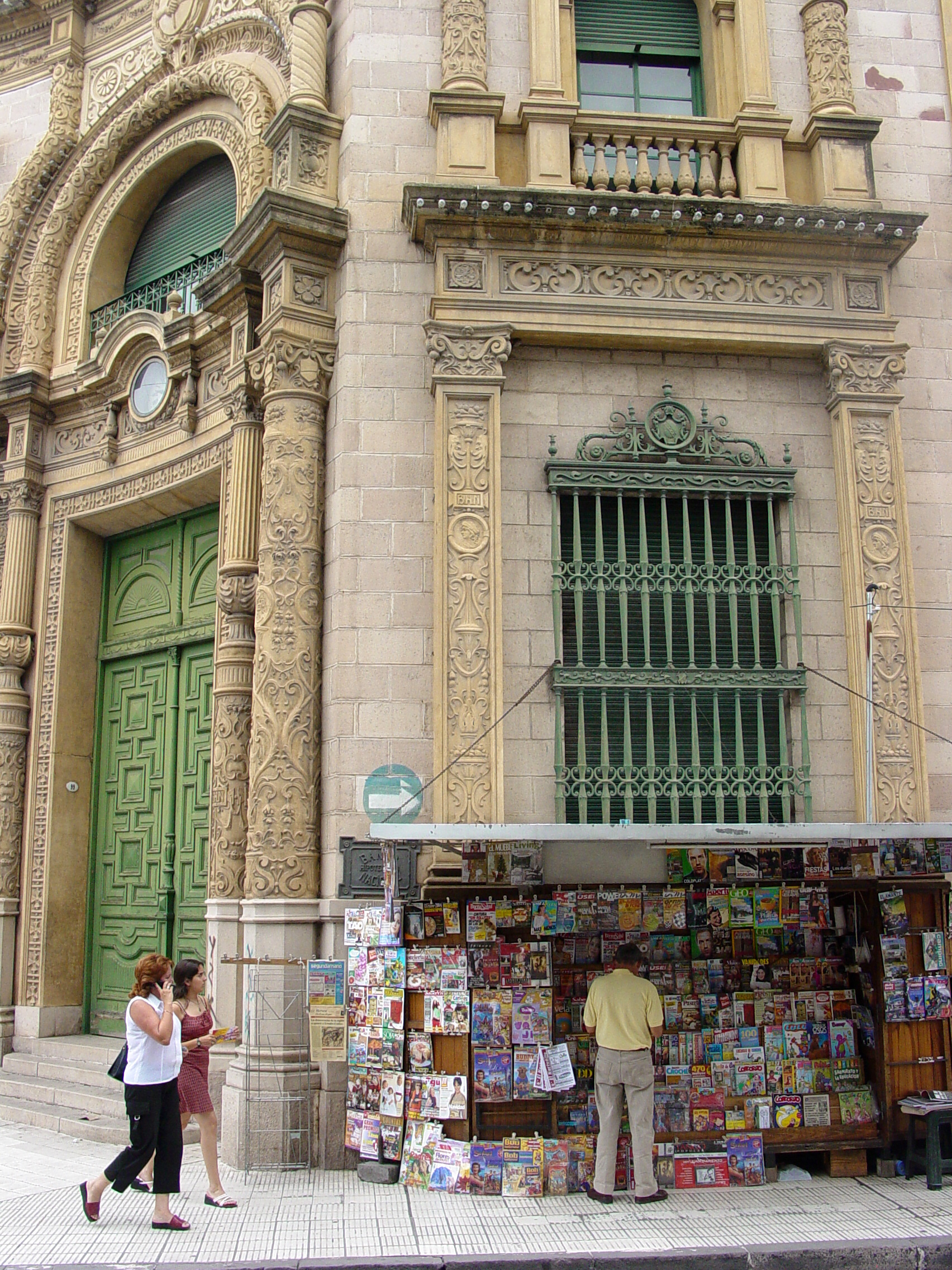

Ziarul este o publicație care conține știri, informații și publicitate, de obicei tipărită pe foaie de ziar, o hârtie de o calitate inferioară și la un cost redus. 
Ziarul poate fi general sau de un interes special, de cele mai multe ori publicat zilnic sau săptămânal. Primul ziar tipărit a fost publicat în 1605 și s-a dezvoltat chiar și când a fost în competiție cu tehnologii noi, precum radioul și televiziunea.

## Liste de ziare
- Listă de ziare din România